# See You Again (Wiz-Khalifa-Lied)
See You Again ist ein Lied des US-amerikanischen Rappers Wiz Khalifa und des Sängers Charlie Puth. Das Lied ist Teil des Soundtracks des 2015 erschienenen Films Fast & Furious 7. Mit über sechs Milliarden Aufrufen ist das Musikvideo von See You Again eines der am häufigsten aufgerufenen YouTube-Videos der Welt.

## Musikvideo
Das Musikvideo zu See You Again erschien am 6. April 2015 auf YouTube und verzeichnet über 6,7 Milliarden Aufrufe (Stand: August 2025). Zwischen dem 10. Juli und dem 4. August 2017 war das Video das meistgesehene YouTube-Video der Welt.
In dem Musikvideo sind hauptsächlich Wiz Khalifa und Charlie Puth und dazwischen immer wieder Szenen aus der Filmreihe Fast & Furious zu sehen. Das Ende des Musikvideos ist Paul Walker gewidmet. Dieser kam während der Dreharbeiten für den siebten Teil der Filmreihe bei einem Autounfall ums Leben. Zum Schluss des Videos wird die Kamera nach oben geschwenkt und im Himmel erscheint der Schriftzug For Paul (deutsch Für Paul).

## Rezeption

### Preise
| Jahr | Auszeichnung                    | Kategorie                           | Werk          | Ergebnis  | Quelle |
| ---- | ------------------------------- | ----------------------------------- | ------------- | --------- | ------ |
| 2015 | American Music Awards           | Song of the Year                    | See You Again | Nominiert | [ 3 ]  |
| 2015 | American Music Awards           | Collaboration of the Year           | See You Again | Nominiert | [ 3 ]  |
| 2015 | Hollywood Music in Media Awards | Song - Feature Film                 | See You Again | Gewonnen  | [ 4 ]  |
| 2015 | MTV Video Music Awards          | Best Hip-Hop Video                  | See You Again | Nominiert | [ 5 ]  |
| 2015 | MTV Video Music Awards          | Best Collaboration                  | See You Again | Nominiert | [ 5 ]  |
| 2015 | Teen Choice Awards              | Choice R&B/Hip-Hop Song             | See You Again | Gewonnen  | [ 6 ]  |
| 2015 | Teen Choice Awards              | Choice Collaboration                | See You Again | Nominiert | [ 6 ]  |
| 2015 | Teen Choice Awards              | Choice Song from a Movie or TV Show | See You Again | Gewonnen  | [ 6 ]  |
| 2015 | Hollywood Film Award            | Song of the Year                    | See You Again | Gewonnen  | [ 7 ]  |
| 2015 | BBC Music Awards                | Song of the Year                    | See You Again | Nominiert | [ 8 ]  |

### Chartplatzierungen
| ChartsChartplatzierungen       | Höchstplatzierung | Wochen |
| ------------------------------ | ----------------- | ------ |
| Deutschland (GfK)              | 1 (53 Wo.)        | 53     |
| Österreich (Ö3)                | 1 (30 Wo.)        | 30     |
| Schweiz (IFPI)                 | 1 (50 Wo.)        | 50     |
| Vereinigte Staaten (Billboard) | 1 (52 Wo.)        | 52     |
| Vereinigtes Königreich (OCC)   | 1 (38 Wo.)        | 38     |

| ChartsJahrescharts (2015)      | Platzierung |
| ------------------------------ | ----------- |
| Deutschland (GfK)              | 9           |
| Österreich (Ö3)                | 6           |
| Schweiz (IFPI)                 | 5           |
| Vereinigte Staaten (Billboard) | 3           |
| Vereinigtes Königreich (OCC)   | 5           |

| ChartsJahrescharts (2016)      | Platzierung |
| ------------------------------ | ----------- |
| Vereinigte Staaten (Billboard) | 99          |

| ChartsJahrescharts (2010–2019) | Platzierung |
| ------------------------------ | ----------- |
| Vereinigte Staaten (Billboard) | 25          |

| ChartsJahrescharts (1958–2018) | Platzierung |
| ------------------------------ | ----------- |
| Vereinigte Staaten (Billboard) | 103         |
| Vereinigtes Königreich (OCC)   | 68          |

### Auszeichnungen für Musikverkäufe
| Land/Region                  | Auszeichnungen für Musikverkäufe (Land/Region, Auszeichnung, Verkäufe) | Verkäufe   |
| ---------------------------- | ---------------------------------------------------------------------- | ---------- |
| Australien (ARIA)            | 7× Platin                                                              | 490.000    |
| Belgien (BRMA)               | 2× Platin                                                              | 60.000     |
| Dänemark (IFPI)              | 3× Platin                                                              | 180.000    |
| Deutschland (BVMI)           | Diamant                                                                | 1.000.000  |
| Frankreich (SNEP)            | Gold                                                                   | 337.000    |
| Irland (IRMA)                | Platin                                                                 | 15.000     |
| Italien (FIMI)               | 5× Platin                                                              | 250.000    |
| Japan (RIAJ)                 | Platin                                                                 | 250.000    |
| Kanada (MC)                  | Diamant                                                                | 800.000    |
| Mexiko (AMPROFON)            | Platin                                                                 | 60.000     |
| Neuseeland (RMNZ)            | 6× Platin                                                              | 180.000    |
| Niederlande (NVPI)           | Platin                                                                 | 30.000     |
| Norwegen (IFPI)              | 5× Platin                                                              | 200.000    |
| Österreich (IFPI)            | 2× Platin                                                              | 60.000     |
| Polen (ZPAV)                 | 4× Platin                                                              | 200.000    |
| Portugal (AFP)               | Platin                                                                 | 10.000     |
| Schweden (IFPI)              | 3× Platin                                                              | 120.000    |
| Schweiz (IFPI)               | 2× Platin                                                              | 60.000     |
| Spanien (Promusicae)         | 2× Platin                                                              | 80.000     |
| Vereinigte Staaten (RIAA)    | 14× Platin                                                             | 14.000.000 |
| Vereinigtes Königreich (BPI) | 4× Platin                                                              | 2.400.000  |
| Insgesamt                    | 1× Gold · 54× Platin · 3× Diamant ·                                    | 20.782.000 |

Hauptartikel: Wiz Khalifa/Auszeichnungen für Musikverkäufe